# Bellas y audaces
Bellas y audaces es una telenovela chilena emitida por Canal 7 desde el 7 de marzo hasta el 15 de agosto de 1988. 
La historia gira en torno a intrincadas tramas amorosas que muestran encanto, humor y belleza dentro de una exclusiva peluquería de Santiago. Basada en la telenovela brasileña Locomotivas (1977) de Cassiano Gabus Mendes, el guion fue escrito por Jorge Marchant y dirigida por el reconocido director Ricardo Vicuña. 
Estuvo protagonizada por Luz Jiménez, Sonia Viveros y Osvaldo Silva, con la participación antagónica de Ana María Gazmuri. Con las actuaciones estelares de los primeros actores Silvia Piñeiro, Carlos Matamala y Lucy Salgado. Incluyó varios cameos y participaciones especiales, como de la reconocida cantante Nydia Caro y de la escritora María Elena Gertner. 
Bellas y audaces es considerada como el segundo éxito de la estación estatal durante los años 1980 en el género (históricamente dominado por Canal 13) con promedios de sintonía superiores a los 30 puntos en la gran mayoría de sus episodios. Sus personajes marcaron tendencia y preferencia, además de imponer moda. Debido a su enorme éxito, se lanzó un cassette con la banda sonora de la telenovela con el tema principal «Y que sé, yo que sé» de Eduardo Valenzuela, marcando un éxito de superventas, obteniendo el primer disco séxtuple de platino en la historia de la música en Chile, provocando un antes y después en la musicalización de teleseries.
Retransmitida entre octubre de 1991 y marzo de 1992, en el mismo horario de exhibición que en 1988.
En 2015 se subieron todos los capítulos de esta teleserie en la cuenta oficial de TVN en Youtube.

## Historia
Josefina Cabral (Luz Jiménez), conocida como Kiki Blanche, es una ex vedette de la revista Bim bam bum, dueña de un salón de belleza en Santiago. Divertida, culta, elegante y dedicada a la familia, Kiki vive con su leal y contenida amiga Adelaida (Silvia Piñeiro), que conoce todos los secretos de su pasado, y su hija legítima Milena (Sonia Viveros), quien dirige el salón de la madre con firmeza. Madre cariñosa, Kiki cría adoptivamente a Fernanda (Ana María Gazmuri), Pablo (Álvaro Pacull), Connie (María Paz Vial) y Carolina (Macarena Montoya). El gran conflicto de la trama se da entre las hermanas Fernanda y Milena por el amor de un mismo hombre: Esteban Greve.
Esteban (Osvaldo Silva), a su vez, es un respetado abogado, viudo y con una vida financiera estable. Vive con su hermana Silvia (Cecilia Cucurella), soltera, orgullosa y decidida a encontrar a un compañero de vida; y su hija Loreto (María Jesús Sáinz), criada por su tía desde la muerte de su madre, quien no quiere que su padre se case con otra mujer.
Milena y Esteban se conocen en la puerta de la escuela donde estudian Carolina y Loreto. Los dos comienzan a salir y no tardan en enamorarse, pero su relación se ve obstaculizada por Fernanda, quien también se siente atraída por él y comienza a disputar su amor. Rebelde y egoísta, Fernanda creció con envidia hacia Milena, y sus celos hacen que ellas mantengan una relación difícil. Milena rechaza la propuesta de matrimonio de Esteban por no querer hacer sufrir a Fernanda. El abogado no entiende el desinterés de Milena y no renuncia al amor de ella y trata de evitar a Fernanda de todas maneras. Sin embargo, termina por ceder ante la joven, sobre todo cuando ella empieza a construir una gran relación con Loreto.
Pablo, Connie y Carolina son los otros hijos adoptados por Kiki Blanche. Pablo es un joven introspectivo que sufre de manera desproporcionada por las cosas pequeñas, a veces sorprendiendo a todos con sus reacciones explosivas; Connie es una joven alegre, dulce y conciliadora, siempre trata de contener la tensión de Milena y Fernanda; y, por último, la pequeña Carolina, traviesa y adorable.
Otro núcleo de la trama involucra a los vecinos de Kiki, como son el empleado bancario Gonzalo Cerna (Ramón Farías), joven honesto y sometido por su madre Margarita (Lucy Salgado) quien trabaja como funcionaria pública, ella es una viuda posesiva y controladora, que trata a su hijo como si todavía fuera un niño y hace todo para complicar sus relaciones románticas –lo pasa mal siempre cada vez que su hijo está con una mujer– alegando que el joven se podrá casar cuando ella quiera. Gonzalo ha estado enamorado de Connie desde la adolescencia, pero aun así inicia una relación con otra mujer.
Otra conocida de Gonzalo es Celeste (Gabriela Hernández), una mujer simple y solterona que divide su tiempo entre el trabajo y el cuidado de su madre. Ella está enamorada de Gonzalo, más joven que ella, y no tiene valor para declarar su amor.
Patricia Rosellot (Nancy Paulsen), es una joven malcriada y angustiosa quien es justamente con la que Gonzalo inicia un romance. La joven tiene miedo de tomar decisiones en la vida que desobedezcan las reglas de su familia. Y a pesar de estar con Pablo, el hijo de Kiki, ella en realidad está enamorada de Gonzalo. Patricia es hija de Sergio Rosellot (Carlos Matamala), un hombre conservador, pero autoritario, clasista, arrogante y prepotente. Es un exitoso empresario casado con la sumisa Magdalena (Sonia Mena), quien acepta sin discutir todo lo que haga o diga su marido. Sergio, a como dé lugar, quiere que su hija se case con un hombre rico como Erik Peñafiel (Felipe Castro), y no acepta de ninguna manera la relación de su hija con Pablo, pero la situación da un giro cuando se entera de que el joven es hijo de Kiki, con quien tuvo un romance en el pasado, y más encima, se salvó de la quiebra gracias a un préstamo realizado por ella.
En otro eje tenemos el bullicioso restaurante del italiano Víctor Silvani (Óscar Hernández). Casado con Sabina (Teresita Reyes) ella es dueña de casa y Víctor es maleducado y siempre se queja del trabajo. Por lo tanto, para mitigar sus ocupaciones, cuenta con la ayuda de Marcello Bruni (Claudio Reyes), joven trabajador, de buen carácter y a menudo ingenuo que procede de Argentina. Marcello tiene una habilidad culinaria para la cocina italiana que transforma el pequeño bar de Víctor en un restaurante. Él se enamora de la hija de Víctor, Rafaella (Cuca Navarro), una chica soñadora que trabaja en el salón de Kiki, donde conoce y se hace amiga de Lourdes Meza (Solange Lackington), una niña pobre, ambiciosa, arribista y conflictiva proveniente de Lota que hace todo lo posible para separarla de su amado.
Osvaldo Ponce (Jorge Álvarez) es un personaje importante en la trama. Conocido como Don Osvaldo, es el padre de Sabina, jubilado, quien vive con delirios de grandeza producto de un brillante pasado en donde tuvo un buen estado financiero. Él está profundamente enamorado de Adelaida desde su juventud.
Otro personaje que se destaca es Consuelo Ravel (Nydia Caro), una sofisticada mujer, conocida de Esteban, con quien mantiene un romance conformando un trío amoroso con Milena hasta los últimos capítulos.
En cuanto a la trama central, Fernanda decide buscar la identidad de su madre biológica. Le pide ayuda a Esteban. La chica engaña a Kiki y le dice que no llevará adelante la investigación, pero el abogado se compromete a descubrir la verdad. Al final, es Milena quien le revela a Fernanda que es su madre. Las dos se reconcilian y Fernanda, al darse cuenta del amor que aún siente Milena hacia Esteban, la convence en buscarlo. Milena y Esteban se declaran y luego contraen matrimonio, mientras Fernanda cae en los brazos de Marcello Bruni.

## Reparto
- Luz Jiménez como Josefina Cabral "Kiki Blanche"[5]
- Sonia Viveros como Milena Cabral[6]
- Osvaldo Silva como Esteban Greve[7]
- Ana María Gazmuri como Fernanda Cabral[8]
- Claudio Reyes como Marcello Bruni
- Silvia Piñeiro como Adelaida Padilla
- Lucy Salgado como Margarita Cerna
- Ramón Farías como Gonzalo Cerna
- Nancy Paulsen como Patricia Rosselot
- Carlos Matamala como Sergio Rosselot
- Eduardo Barril como Alfonso Besoaín
- Sonia Mena como Magdalena Recabarren
- Gabriela Hernández como Celeste Riquelme[9]
- Cecilia Cucurella como Silvia Greve
- Solange Lackington como Lourdes Meza
- Cuca Navarro como Raffaella Silvani
- Óscar Hernández como Víctor Silvani
- Teresita Reyes como Sabina Ponce
- Jorge Álvarez como Osvaldo Ponce
- Álvaro Pacull como Pablo Cabral
- María Paz Vial como Constanza Cabral
- Felipe Castro como Eric Peñafiel
- Claudio Valenzuela como Gregorio Oviedo
- Silvana Rossi como Jacqueline Fox
- Tamara Sepúlveda como Tina
- Adela Calderón como Natacha
- María Jesús Sáinz como Loreto Greve
- Macarena Montoya como Carolina Cabral

### Recurrentes e invitados especiales
- Nydia Caro como Consuelo Ravel.
- María Elena Gertner como Elisa Besoain.
- Paz Yrarrázaval como Olaya, ex suegra de Esteban
- David Guzmán como Matías Urrejola
- Agustín Moya como Daniel Riquelme.
- Mónica Sifrind como Lourdes Meza.
- Ricardo Vieyra como Guillhaume Fournier.
- Felipe Bunster como Diego Besoain.
- Mario Poblete como Nelson Cabrera.
- Felipe Armas como Fernando Becerra
- Solange Körbler como Cristina Peñafiel
- Greta Nilsson como Marina
- Geraldine Rast como Beatriz.
- Marcela Stangher como Daniela.
- Juan La Rivera como Gerardo.
- Orietta Grendi como Berta.
- Claudia Paz como Médium.
- Josefina Velasco como Estilista Kiki Blanche
- Rodrigo Pérez como Joyero.
- Héctor Aguilar como Ladrón.
- Margot Fuenzalida como Clienta Kiki Blanche.
- Sonia Füchs como Jefa de Consuelo.
- Pablo Ausensi como Juan.
- Ricardo Vicuña como Nadie.
- Marta Cáceres
- Armando Cavieres
- Claudia Durán
- Clara María Escobar
- Paulina Silva
- Elizabeth Hernández
- Patricia Cannobbio
- Marta Corvinos
- Marcela Fuster
- Jean Servant
- Elisa Jara
- Roxana Villagra

### Cameos
- Antonio Vodanovic
- Patricio Torres
- Maitén Montenegro
- Fernando Alarcón
- Loreto Valenzuela
- Jorge Garrido
- Carlos Bencini
- Juan Carlos Bistoto
- Kike Morandé
- Susana Palomino
- Esperanza Silva
- Jorge Hevia
- Margot Kahl
- Viviana Nunes
- Paulina Nin de Cardona

## Banda sonora
En 1988 tras el éxito de Bellas y Audaces, la productora ejecutiva Sonia Fuchs y la cadena chilena de disquerías, Musicavision (empresa dependiente de Chilefilms), lograron un acuerdo para lanzar un casete con la banda sonora de la telenovela. El casete estuvo compuesto por dieciocho canciones y se distribuyó a través de CBS Record por todo Chile logrando un rotundo éxito superventas, obteniendo el primer disco séxtuple de platino en la historia de la música en Chile, marcando un hito para la industria de telenovelas de Televisión  Nacional de Chile.

### Casete
| N.º | Título                                         | Escritor(es)          | Duración |  |
| 1.  | «Y qué sé yo, que sé» (Tema central)           | Eduardo Valenzuela    |          |  |
| 2.  | «Donde está ese amor» (Tema de Kiki y Sergio)  | Carlos Mata           |          |  |
| 3.  | «Amor pirata» (Tema de Lourdes y Erick)        | Paz Martínez          |          |  |
| 4.  | «Alguien» (Tema de Milena y Esteban)           | Paloma San Basilio    |          |  |
| 5.  | «Todo el mundo necesita» (Tema incidental)     | Eddie Sierra          |          |  |
| 6.  | «Rayo de luna» (Tema de Fernanda y Esteban)    | Emmanuel              |          |  |
| 7.  | «Mañana tal vez» (Tema de Milena)              | Carlos Javier Beltrán |          |  |
| 8.  | «Quién más que yo» (Tema de Gonzalo)           | Mocedades             |          |  |
| 9.  | «Dime quién te ha enseñado» (Tema de Patricia) | Los Iracundos         |          |  |
| 10. | «Ay qué pesado» (Tema de Fernanda)             | Mecano                |          |  |
| 11. | «Ay amor» (Tema de Connie)                     | Myriam Hernández      |          |  |
| 12. | «Si me quedara solo un día» (Tema de Marcello) | Sergio Denis          |          |  |
| 13. | «Soy así» (Tema de Gonzalo)                    | José José             |          |  |
| 14. | «La hora del adiós» (Tema de Rafaella)         | Dyango & Rocío Dúrcal |          |  |
| 15. | «Para tenerte otra vez» (Tema de Milena)       | Chayanne              |          |  |
| 16. | «Valiente» (Tema incidental)                   | Pimpinela             |          |  |
| 17. | «Porque te quiero» (Tema de Milena y Esteban)  | Alejandro de Rosas    |          |  |
| 18. | «Doce rosas» (Tema de Adelaida y Osvaldo)      | Daniel Lezica         |          |  |

### No incluidos en el casete
1. Nydia Caro - Todos los fuegos (Tema de Consuelo)
2. Eddie Sierra - A Contraviento (Tema Ocasional)
3. Eddie Sierra - No podría olvidarte jamás (Tema de Fernanda y Marcello)
4. Los Iracundos - Con ella todo (Tema de Gonzalo y Patricia)
5. Síndrome - Mi Sueño por Soñar (Tema de Pablo)
6. Heart - These Dreams
7. Dave Grusin & Lee Ritenour - Cats Of Rio
8. Return To Forever - The Musician
9. Paul Hardcastle - Strollin'

## Premios
Premio TV Grama (1988)
- Mejor Actor - Claudio Reyes

## Curiosidades
- Fue parodiada en el programa Jappening con Ja, con el título Feas y patudas.